# Верхний Наратбаш
Ве́рхний Наратба́ш (тат. Югары Наратбаш) — деревня в Буинском районе Республики Татарстан, в составе Кайбицкого сельского поселения.

## Этимология
Топоним произошёл от татарского слова «югары» (верхний), гидронима «Нарат» и гидрографического термина «баш» (исток, начало).

## География
Деревня находит в 7 км к северу от районного центра — города Буинска.

## История
Основание деревни Верхний Наратбаш относят к 1680-м годам.
В сословном плане, в XVIII веке и вплоть до 1840-х годов жителей деревни причисляли к дворцовым крестьянам, до 1860-х годов - к удельным крестьянам. Их основными занятиями в то время были земледелие, скотоводство, плотничный, лапотный промыслы, извоз.
В «Списке населенных мест по сведениям 1859 года», изданном в 1863 году, населённый пункт упомянут как удельная деревня Верхние Нарадбаши 2-го стана Буинского уезда Симбирской губернии. Располагалась на правом берегу речки Лащи, по левую сторону почтовой дороги из Симбирска в Казань, в 8 верстах от уездного города Буинска и в 50 верстах от становой квартиры в удельной деревне Шихарданы. В деревне в 61 дворе жили 608 человек (302 мужчины и 306 женщин). Была мечеть.
В начале ХХ столетия в деревне действовали 2 мечети и 2 мектеба. В этот период земельный надел сельской общины составлял 894,4 десятины.
С 1931 года в деревне действовали  коллективные сельскохозяйственные   предприятия, с 1991 года — Ассоциация крестьянских хозяйств «Маяк», с 2004 — ООО «Авангард», с 2013 года в составе ООО «Ак Барс Буинск».
До 1920 года деревня входила в Рунгинскую волость Буинского уезда Симбирской губернии. С 1920 года в составе Буинского кантона ТАССР. С 10 августа 1930 года в Буинском районе.

## Население
| 1859 | 1897 | 1913 | 1920 | 1926 | 1938 | 1958 | 1970 | 1979 | 1989 | 2002 | 2010 | 2015 |
| ---- | ---- | ---- | ---- | ---- | ---- | ---- | ---- | ---- | ---- | ---- | ---- | ---- |
| 608  | 930  | 1334 | 1066 | 630  | 517  | 430  | 479  | 404  | 190  | 152  | 123  | 103  |

По данным переписей населения, в деревне проживают татары.

## Экономика
Жители работают преимущественно в ООО «Ак Барс Буинск», на предприятиях города Буинск, занимаются полеводством, мясо-молочным скотоводством.

## Инфраструктура
В деревне работают клуб, фельдшерско-акушерский пункт .

## Религия
С 1996 года в деревне действует  мечеть.